# Oswald Paul
Oswald Paul (* 1. August 1883 in Hamburg; † 11. Mai 1949) war ein deutscher Konteradmiral der Kriegsmarine.

## Leben
Paul Oswald trat am 10. April 1901 in die Kaiserliche Marine ein. Am 27. Januar 1912 war er zum Kapitänleutnant befördert worden und war später Kommandant des Torpedobootes G 193. Anschließend war er bis März 1917 Kommandant des Torpedobootes G 40. Bis Kriegsende war er dann Chef der 2. Torpedoboots-Halbflottille.
Nach dem Krieg wurde er in die Reichsmarine übernommen und hier am 5. Februar 1920 Korvettenkapitän. 1922 war er in der Marinewehrabteilung (A I) im Marinekommandoamt. Am 1. April 1926 zum Fregattenkapitän befördert, wurde er am 1. April 1928 Kapitän zur See. Am 31. März 1929 wurde er aus der Reichsmarine verabschiedet.
Später wurde er reaktiviert und war von Juli 1938 bis Dezember 1939 Kommandant des Wehrbezirkskommandos Berlin IV. Von Januar 1940 bis Mai 1944 führte er das Wehrbezirkskommando Wien III. Am 1. Januar 1941 wurde er zum Konteradmiral befördert. Anschließend war er bis August 1944 zur Verfügung des Marineoberkommandos Ost gestellt. Am 31. August 1944 wurde er aus der Kriegsmarine verabschiedet.

## Werke (Auswahl)
- Ein Lebensbild der Reichswerft in Danzig. In: Schiffbau, Schiffahrt und Hafenbau, Band 20, Ausgabe 24, 1919, S. 685 ff.
- Der Einfluß der Luftwaffe auf Seekriegsoperationen und Seetaktik. In: Marine-Rundschau, Bände 36–37, 1931, S. 55 ff.